# 예산군
예산군(禮山郡)은 충청남도 중북부에 위치한 자치군으로, 충청남도청소재지이다. 대한민국에서 가장 큰 저수지인 예당저수지가 있고, 비옥한 예당평야가 형성되어 있다. 특산물로 사과가 유명하다. 2012년 삽교읍 일원 내포신도시로 충청남도의회와 충청남도지방경찰청이 이전하였다. 군청 소재지는 예산읍이고, 행정구역은 2읍 10면이다.

## 역사
| Daedongyeojido (Gyujanggak) 15-05.jpg | Daedongyeojido (Gyujanggak) 15-04.jpg |
|                                       |                                       |

삼국시대 예산군 대흥면에는 백제부흥운동의 본거지인 임존성이 있었으며, 예산읍에 해당하는 오산성은 신라 경덕왕 때에는 고산현으로 개칭되었다. 고려시대에는 고산현을 고쳐서 예산현이라고 불렀다. 후삼국시대에는 임존성은 후백제에 예산현은 고려에 속하였다.
- 1895년 예산현이 예산군으로 승격되었다.
- 1914년 4월 1일 부군면 통폐합으로 인하여 예산군에  대흥군, 덕산군이 편입되었다.[3]

| 조선총독부령 제111호                                              |                               |
| 구 행정구역                                                       | 신 행정구역                   |
| 예산군 군내면(郡內面), 금평면(今坪面)                             | 임성면 일원                   |
| 예산군 대지동면(大支東面), 술곡면(述谷面)                         | 대술면 일원                   |
| 예산군 오원리면(五元里面), 우가산면(于可山面), 거구화면(巨九火面) | 오가면 일원                   |
| 예산군 두촌면(豆村面), 입암면(立岩面), 신종면(新宗面)             | 신암면 일원                   |
| 대흥군 읍내면(邑內面), 근동면(近東面)                             | 대흥면 일원                   |
| 대흥군 거변면(居邊面), 원동면(遠東面)                             | 신양면 일원                   |
| 대흥군 일남면(一南面), 이남면(二南面)                             | 광시면 일원                   |
| 대흥군 내북면(內北面), 외북면(外北面)                             | 봉산면(峰山面) 일원           |
| 덕산군 현내면(縣內面), 나박소면                                   | 덕산면 일원                   |
| 덕산군 고현내면 일부, 내야면, 외야면                              | 봉산면(鳳山面) 일원           |
| 덕산군 고현내면 일부, 거동면, 고산면, 도용면                      | 고덕면 일원                   |
| 덕산군 대덕산면, 대조지면, 장촌면                                 | 삽교면(2024년 現 삽교읍) 일원 |
| 조선총독부령 제111호 |                |                                                        |
| 구 행정구역 | 신 행정구역    | 신 행정구역                                            |
| 예산군 군내면(郡內面) 상마동/외암리, 발연리/원동, 암하리/검곡리, 탑동/칠곡리/연지동/광안리/오천리/양대리, 석양리, 주교리/하마동, 복천리/소벌리/산직리                                                                                      | 임성면(任城面) | 대회리, 발연리, 산성리, 예산리, 석양리, 주교리, 향천리 |
| 예산군 금평면(今坪面) 당후리/구정리/박달리/(신창군 남상면)사대리 일부/가적리 일부/대소정리 일부/효자동 일부, 관정동/둑적리, 낙포리/(신창군 상남면)봉임리 일부, 수철리, 용곡리/득운리, 창촌/내소리/외소리                                   | 임성면(任城面) | 간양리, 관작리, 궁평리, 수철리, 신례원리, 창소리       |
| 예산군 술곡면(述谷面) 비곤리/외돈리, 우명리/당리(唐里)/외이리/내술리/외술리/화대리, 상삼리/하삼리/신삼리/무성리/수조리 일부/(공주군 신상면)산북리, 요동/죽곡리/신리, 당리(堂里)/산직리/전불리, 독리/입석리/웅동                            | 대술면         | 농리, 이티리, 마전리, 산정리, 시산리, 화천리           |
| 예산군 대지동면(大支東面) 신리/마산리/다촌/삼거리/부경동, 고동/음산리/양산리/단지동, 내항리/외항리/석평리/대곡리/(술곡면)괴리, 백사동/탄동/화정리/석적리, 저평리/비동/국화동/위수동/중봉리/웅동, 묵지리/고물리/도봉리                      | 대술면         | 궐곡리, 방산리, 상항리, 송석리, 장복리, 화산리         |
| 예산군 두촌면(豆村面) 계촌리/상곡리, 두곡리/호동, 종경리 | 신암면         | 계촌리, 두곡리, 종경리                                 |
| 예산군 신종면(新宗面) 택동/신종리 일부, 상신리/하신리 일부/신종리 일부, 하평리 | 신암면         | 신택리, 신종리, 하평리                                 |
| 예산군 입암면(立岩面) 상별리/하별리/상야리/상리/신리/(덕산군 장촌면)별리 일부, 송림리/영산리/(면천군 합북면)영하리, 궁룡리/소사리/지동/상룡리/중룡리/소지리, 점촌리/중야리/산촌리, 중촌리/예평리/(면천군 합북면)금상리/(덕산군 도용면)포리 | 신암면         | 별리, 예림리, 용궁리, 조곡리, 중예리                   |
| 예산군 오원리면(五元里面) 기사리/산직리/오지리, 신탄리/중리, 신촌리/상원리/하원리, 역촌리/탑동, 화천리/신탄리/아지리/녹야리/상촌리, 외천리/내천리/원형리/전죽리                                                                            | 신암면         | 오산리, 탄중리                                         |
| 예산군 오원리면(五元里面) 기사리/산직리/오지리, 신탄리/중리, 신촌리/상원리/하원리, 역촌리/탑동, 화천리/신탄리/아지리/녹야리/상촌리, 외천리/내천리/원형리/전죽리                                                                            | 오가면         | 신원리, 역탑리, 오촌리, 원천리                         |
| 예산군 우가산면(于可山面) 신대리/신벌리/백석리, 신상리/신촌리/신복리/지장리, 상벌리/하벌리, 죽곡리/월산리/석우리, 신효리/갈림리 | 오가면         | 신석리, 신장리, 원평리, 월곡리, 효림리                 |
| 예산군 거구화면(巨九火面) 내동/굴량리 일부, 농소리/광진리, 막동/굴량리 일부/(덕산군 장촌면)별리 일부, 방하리/좌천리/(덕산군 장촌면)방리 일부                                                                                               | 오가면         | 내량리, 분천리, 양막리, 좌방리                         |
12면 - 대술면, 임성면, 오가면, 신암면, 덕산면, 삽교면, 고덕면, 봉산면 (鳳山面), 대흥면, 광시면, 신양면, 봉산면 (峰山面)
- 1917년 10월 1일 임성면을 예산면으로, 봉산면(峰山面)을 응봉면으로 개칭하였다.[4]
- 1940년 11월 1일 예산면이 예산읍으로 승격하였다.[5] 1읍 11면
- 1973년 7월 1일 삽교면이 삽교읍으로 승격되었다.[6] 2읍 10면
- 1983년 2월 15일 오가면 효림리, 좌방리 일부(방아리), 월곡리 일부(월산리)가 삽교읍으로 편입되었다.[7]
- 2006년 2월 12일 충청남도 도청이전 예정지역이 예산군 삽교읍·홍성군 홍북면 일원 내포신도시로 결정되었다. 충청남도 도청이전 사업은 2012년 완료되었다.

## 지리
예산군의 지형은 일반적으로 구릉과 산맥이 연결되어 있고, 동부는 차령산맥, 서부에는 가야산(678m), 남부는 봉수산(484m)을 중심으로 산이 겹친다. 예산의 서쪽에는 덕산 도립공원이 있다. 예산의 중앙부로 무한천과 삽교천 2개 하천이 북쪽으로 흐르며, 그 유역에는 기름진 예당평야가 펼쳐져 쌀의 주산지를 이룬다. 구릉지대는 사과를 중심으로 한 과수지대가 많다.

## 기후
예산군은 한반도의 기후형인 여름철의 남동풍과 겨울철의 북서풍이 탁월한 온대계절풍이 불며, 여름 에 몹시 덥고 겨울에 추운 대륙성기후가 나타나고 강수량의 절반 이상이 여름에 내리는 하계다우형 기후를 나타낸다.

## 산업

### 지역내 총생산
예산군의 2012년 지역내 총생산은 5조 2,269억원으로 충청남도 지역내 총생산의 1.8%를 차지하고 있다. 이중 농림어업(1차산업)은 6,639억원으로 12.7%를 차지하고, 제조업은 2조 5,086억원으로 47.9%의 비중으로 차지하고 있으며,교육서비스업(3차산업)은 2조 544억원으로 39.3%의 비중을 차지한다. 3차 산업 부분에서는 건설업(8.3%)과 공공행정(5.0%), 도소매업(3.1%), 교육 서비스업(4.1%)이 큰 비중을 차지하고있다.

## 교통
예산읍으로부터 남동쪽으로는 대전·공주 방면, 북동쪽으로는 아산·천안 방면, 남서쪽에는 홍성·보령 방면, 북서쪽으로는 서산·당진 방면으로 교통로가 발달되어 충남 북서부 지역 도로교통의 분기점 역할을 한다. 서산영덕고속도로가 개통되어 대전광역시·세종특별자치시로 접근성이 향상되었다. 수도권 전철은 없는 지역이며, 신창역이 비교적 가깝다. 장항선 일반 열차가 지나가며, 예산역, 삽교역, 신례원역 등이 있다.
- 서산영덕고속도로 : 예산수덕사 나들목, 고덕 나들목, 신양 나들목
- 익산평택고속도로 : 예산예당호 나들목, 예산 분기점, 예산추사고택 나들목
- 국도 제21호선 : 아산, 천안, 홍성, 보령, 서천 방면
- 국도 제32호선 : 대전, 공주, 당진, 서산, 태안 방면
- 국도 제40호선 : 당진(합덕), 홍성(갈산), 보령 방면
- 국도 제45호선 : 서산, 아산 방면
- 지방도 제609호선
- 지방도 제616호선
- 지방도 제618호선
- 지방도 제619호선
- 지방도 제622호선
- 지방도 제645호선
- 국가지원지방도 제70호선

### 버스
- 농어촌버스 : 예산군의 농어촌버스
- 시외버스 : 예산종합버스터미널

### 철도
- 서해선
  - (당진시) ← 내포 → (홍성군)

## 행정 구역
예산군의 행정 구역은 2읍 10면, 177 법정리와 304개의 행정리, 1,192반, 790개의 자연마을로 구성되어 있다. 군청 소재지는 예산읍이다. 예산군의 면적은 542.31km2로 충청남도의 6.28%를 차지한다. 인구는 2015년 6월 말을 기준으로 37,398세대, 84,158명이 살고 있으며, 인구의 44.4%가 예산읍에, 9.4%가 삽교읍에 거주하고 있어 인구의 53.8%가 읍 지역에 거주하고 있다. 인구 최고치는 1965년의 180,045명이었다.
| 읍면동 | 한자   | 면적   | 세대   | 인구   | 지도 |
| ------ | ------ | ------ | ------ | ------ | ---- |
| 예산읍 | 禮山邑 | 42.8   | 15,581 | 37,107 |      |
| 삽교읍 | 揷橋邑 | 49.6   | 3,558  | 7,932  |      |
| 대술면 | 大述面 | 60.7   | 1,341  | 2,757  |      |
| 신양면 | 新陽面 | 61.7   | 1,553  | 3,386  |      |
| 광시면 | 光時面 | 58     | 1,708  | 3,547  |      |
| 대흥면 | 大興面 | 35.8   | 936    | 1,927  |      |
| 응봉면 | 鷹峰面 | 26.3   | 1,278  | 2,760  |      |
| 덕산면 | 德山面 | 59.7   | 3,508  | 7,589  |      |
| 봉산면 | 鳳山面 | 35.2   | 1,318  | 2,803  |      |
| 고덕면 | 古德面 | 44.9   | 2,287  | 5,060  |      |
| 신암면 | 新岩面 | 35.9   | 1,954  | 4,062  |      |
| 오가면 | 吾可面 | 32.3   | 2,376  | 5,228  |      |
| 예산군 | 禮山郡 | 542.31 | 37,398 | 84,158 |      |

## 교육

### 대학교
- 국립공주대학교 예산캠퍼스

## 자매 도시
- 미국 테네시주 녹스빌
- 대한민국 경기도 광명시

## 같이 보기
- 삽교읍